# 中野次雄
中野 次雄（なかの つぎお、明治43年（1910年）6月27日 - 平成11年（1999年）10月13日）は、日本の裁判官。元大阪高等裁判所長官。父は東京府会議長をつとめた中野勇治郎。

## 経歴
東京市本所区東両国出身。
1933年11月高等試験司法科及行政科合格。1934年3月東京帝国大学法学部卒業。同年6月司法官試補 東京地方裁判所詰。1935年判事に任官。
1957年～1964年司法研修所教官。1966年～1968年最高裁判所調査官（上席）。1968年前橋地方・家庭裁判所所長。1970年東京高等裁判所判事。1973年大阪高等裁判所長官、1975年定年退官。1976年～1981年早稲田大学客員教授。1980年、勲一等瑞宝章受章。1984年～1989年北海学園大学法学部教授。1999年、急性腎不全のため逝去。

## 人物像
趣味は読書。宗教は日蓮宗。住所は東京都杉並区。
野村二郎に「刑事裁判官の指導的役割を果たした」と評されている。

## 家族・親族

### 中野家
（京都府北桑田郡、東京市本所区東両国（現東京都墨田区）、東京都杉並区）
- 父・勇治郎（京都府人、弁護士、政治家）

明治12年（1879年）1月生 - 没
- 母・その（宮城県、宮澤源助長女[7]）

明治15年（1882年）10月生 - 没
- 姉・ウタ（笠戸船渠社長石原励の妻[4]）

明治37年（1904年）7月生 - 没
- 妹

ツヤ（元学校法人鷗友学園特別顧問）
大正2年（1913年）6月生 - 平成23年（2011年）9月没
トシ子（元最高裁判事栗本一夫の妻、経済人類学者の栗本慎一郎の母）
大正5年（1916年）3月生 - 没
- 妻・松子（大栄興業社長星光長女[4]）

大正5年（1916年）2月生 -
- 長女[4]

昭和16年（1941年）11月生 -

## 著書
- 『判例とその読み方3訂版』（有斐閣 2009年03月）[2]